# Philippe II của Pháp
Philippe II Auguste (21 tháng 8 năm 1165 - 14 tháng 7 năm 1223) là vua Pháp từ năm 1180 đến khi băng hà. Là một thành viên của nhà Capet, Philippe Auguste sinh ra ở Gonesse tại Val-d'Oise, con của Louis VII và người vợ thứ ba của Louis, Adela của Champagne. Biệt hiệu trước của ông là Dieudonné (thần/thánh ban) với tư cách là con trai đầu của Louis VII vào cuối đời Louis VII.
Philippe là một trong những vị vua vĩ đại nhất của nước Pháp vào thời Trung Cổ trong sự phát triển của sự chiếm hữu của hoàng gia và thế lực của quân vương. Ông xâm lược Đế quốc Angevin hùng mạnh và đánh bại liên minh của các kẻ thù của mình (Đức, Vlaanderen và Anh) tại trận Bouvines năm 1214. Ông cải tổ lại chính quyền, mang lại sự ổn định tài chính cho quốc gia và theo đó làm có thể tăng thêm rõ ràng trong sự phồn vinh. Nhà vua được dân mến mộ vì trong triều đại của mình, Philippe đã kiểm soát quyền lực của nhóm quý tộc và ứng tuyển một số trong số dân thường lên giai cấp trung lưu.
Sau nhiều thập kỷ xung đột với hoàng tộc Plantagenet, Philip đã thành công trong việc chấm dứt Đế chế Angevin bằng cách đánh bại một liên minh của các đối thủ của mình trong trận Bouvines năm 1214.Chiến thắng này có tác động lâu dài đến nền chính trị Tây Âu khi quyền lực của vua Pháp trở nên không bị thách thức, trong khi vua Anh John bị các nam tước của ông buộc phải thoả hiệp với Magna Carta và đối phó với một cuộc nổi loạn chống lại ông ta được hỗ trợ bởi Louis, con trai của Philip, Chiến tranh Nam tước đầu tiên. Các hành động quân sự xung quanh cuộc Thập tự chinh của người Albigensian đã giúp chuẩn bị cho việc mở rộng nước Pháp về phía nam. Philip không tham gia trực tiếp vào những động thái này, nhưng ông cho phép các thuộc hạ và hiệp sĩ của mình hỗ trợ thực hiện chúng.
Philippe đã biến nước Pháp thành một quốc gia thịnh vượng và hùng mạnh nhất thời bấy giờ ở Châu Âu.Ông đã tiến hành kiểm tra quyền lực của các quý tộc và giúp các thị trấn tự giải phóng khỏi quyền lực của các triều đình, trao đặc quyền và tự do cho giai cấp tư sản đang trỗi dậy. Ông đã xây dựng một bức tường lớn xung quanh Paris ("Bức tường của Philip II Augustus"), đồng thời tái tổ chức chính phủ Pháp và mang lại sự ổn định tài chính cho đất nước của mình.

## Những năm đầu

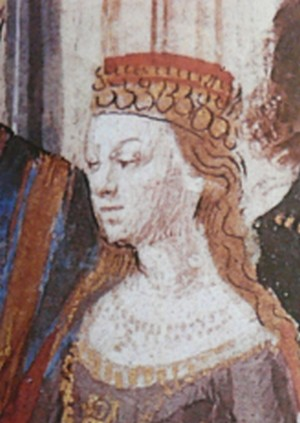
Chân dung Isabelle, người vợ đầu tiên của Philip (vẽ bởi "Maître de Rambures", khoảng 1450–1475)

Philip sinh ra ở Gonesse vào ngày 21 tháng 8 năm 1165, ông là con trai của Louis VII và Adela xứ Champagne.Ông được đặt biệt danh là Dieudonné (Chúa ban tặng) kể từ khi là con trai đầu lòng. Philippe chào đời khá muộn trong cuộc đời của cha mình.Louis dự định đưa Philip trở thành đồng cai trị với mình càng sớm càng tốt theo truyền thống của Nhà Capet, nhưng những kế hoạch này đã bị trì hoãn khi Philip bị ốm sau một chuyến đi săn.Cha của ông đã hành hương đến Đền thờ Thomas Becket để cầu nguyện cho sự bình phục của Philip và ông được thông báo rằng con trai của ông đã thực sự bình phục.Tuy nhiên trên đường trở về Paris, nhà vua bị đột quỵ.
Trong tình trạng sức khỏe giảm sút, Louis VII đã cho con trai 14 tuổi của mình đăng quang và được xức dầu làm vua tại cung điện Reims vào ngày 1 tháng 11 năm 1179 bởi Tổng giám mục William.Ông kết hôn vào ngày 28 tháng 4 năm 1180 với Isabella xứ Hainault, con gái của Bá tước Baldwin V xứ Hainaut và Nữ bá tước phu nhân Margaret I xứ Flanders. Isabella đã mang Quận Artois làm của hồi môn cho mình.Kể từ sau khi đăng quang, mọi quyền lực thực sự được chuyển giao cho Philip, do sức khỏe của cha ông đang dần suy giảm.Các nhà quý tộc lớn không hài lòng với cuộc hôn nhân đang có phần thuận lợi của Philip.Mẹ và bốn người chú của ông, tất cả đều có ảnh hưởng to lớn đối với Louis. Họ đều cực kỳ không hài lòng với việc ông giành được ngai vàng, vì Philip đã lấy con dấu hoàng gia từ cha ông.Louis qua đời ngày 18 tháng 9 năm 1180.

### Sự hợp nhất lãnh địa hoàng gia

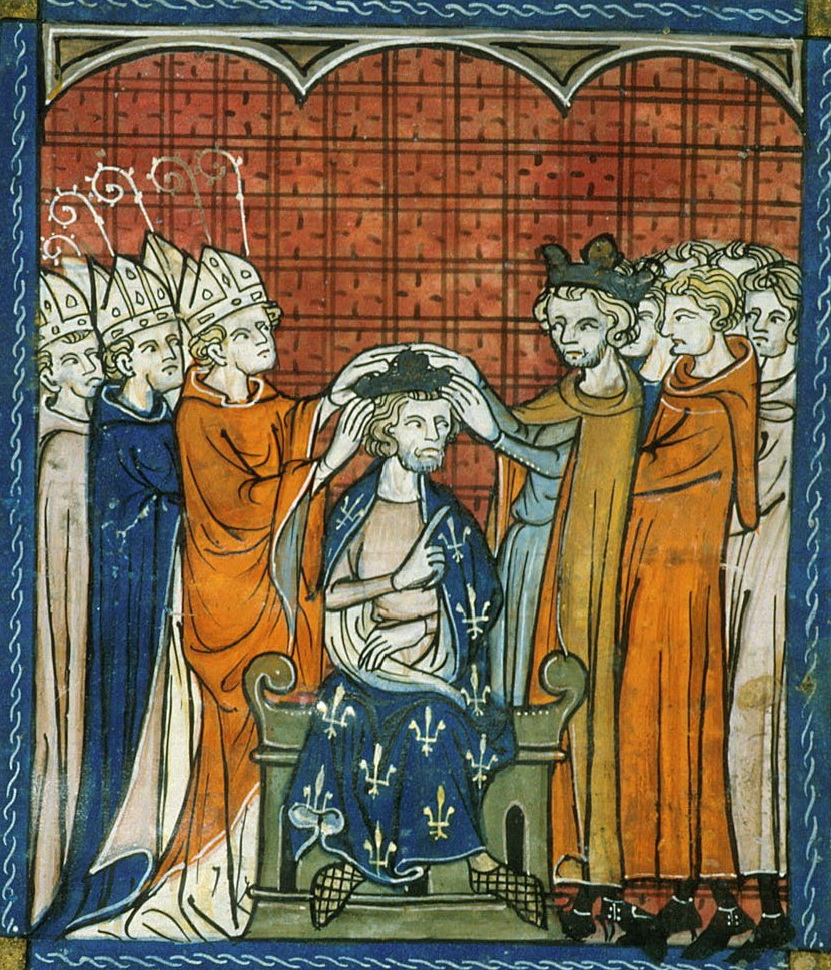
Lễ đăng quang của Philip II Augustus (từ Grandes Chroniques de France, khoảng 1332–1350)

Trong khi lãnh địa hoàng gia Pháp đã mở rộng ra dưới thời Philip I và Louis VI, nhưng nó đã hẹp đi một chút dưới thời Louis VII. Con trai cả của Philip, Louis sinh ngày 5 tháng 9 năm 1187 được thừa kế Quận Artois vào năm 1190, khi vương hậu Isabella qua đời. Nguồn kinh phí chính cho quân đội của Philip chủ yếu là từ hoàng tộc. Trong những lúc xung đột, ông có thể gọi ngay 250 kỵ sĩ, 250 trung sĩ ngựa, 100 lính đeo nỏ, 133 lính bắn nỏ đi bộ, 2.000 trung sĩ bộ binh và 300 lính đánh thuê.Vào cuối triều đại của mình, nhà vua có thể tập hợp khoảng 3.000 hiệp sĩ, 9.000 trung sĩ, 6.000 dân quân thành thị và hàng nghìn trung sĩ bộ binh.Sử dụng doanh thu đang tăng lên của mình, Philip là vị vua triều Capet đầu tiên tích cực xây dựng hải quân Pháp. Đến năm 1215, hạm đội của ông có thể chở tổng cộng 7.000 người. Trong vòng hai năm, hạm đội của ông bao gồm 10 tàu lớn và nhiều tàu nhỏ hơn.

### Trục xuất người Do Thái
Trái ngược với sự khoan dung và bảo vệ người Do Thái của cha mình, Philip ra lệnh trục xuất những người Do Thái vào năm 1180 ở Pháp những danh tước, của cải có giá trị của họ, đồng thời đòi tiền chuộc và chuyển sang Cơ đốc giáo và có thể bị đánh thuế thêm.Vào tháng 4 năm 1182, Philip trục xuất tất cả người Do Thái khỏi lãnh địa hoàng gia và tịch thu hàng hóa của họ một phần để làm giàu cho vương miện Pháp. Ông trục xuất họ khỏi lãnh địa hoàng gia vào tháng 7 năm 1182 và phá hủy những ngôi nhà của người Do Thái ở Paris để nhường chỗ cho chợ Les Halles.Các biện pháp này chỉ mang lại lợi nhuận trong ngắn hạn. Chỉ riêng tiền chuộc đã mang lại 15.000 phờ-răng và làm giàu cho các tín đồ Cơ đốc giáo với chi phí chủ yếu là từ người Do Thái.99 người Do Thái đã bị thiêu sống dưới lệnh của ông ở Brie-Comte-Robert.Nhưng đến năm 1198, Philip cho phép người Do Thái trở lại.

### Xung đột với chư hầu
Năm 1181, một cuộc tranh chấp nảy sinh giữa Philippe và Bá tước Philip I xứ Flanders liên quan đến người Vermandois, mà vua Philippe đã tuyên bố là của hồi môn của vợ mình. Cuối cùng Bá tước xứ Flanders quyết định xâm lược Pháp, tàn phá toàn bộ khu vực giữa Somme và Oise trước khi xâm nhập đến tận Dammartin. Khi được thông báo về cách tiếp cận của Philip với 2.000 hiệp sĩ, ông ta quay trở lại Flanders.Philippe đuổi theo ông ta, khiến hai đội quân đối đầu nhau gần Amiens. Đến giai đoạn này, Philippe đã xoay sở để chống lại tham vọng của bá tước bằng cách phá vỡ liên minh của mình với Công tước Henry I xứ Brabant và Tổng giám mục Philip của Cologne. Điều này cùng với kết quả không rõ là ông giao chiến với quân Pháp đã buộc bá tước phải kết thúc cuộc chiến bằng hòa bình. Vào tháng 7 năm 1185, Hiệp ước Boves quy định bá tước phải rời khỏi lãnh thổ tranh chấp được phân chia, cùng với Amiénois, Artois, và nhiều nơi khác được chuyển giao cho nhà vua. Phần còn lại với quận Vermandois tạm thời để lại cho Bá tước Flanders.Chính trong thời gian này, Philip II được tu sĩ Rigord đặt biệt danh là "Augustus" vì đã có công mở rộng các vùng đất của Pháp.

Trong khi đó vào năm 1184, Stephen I, Bá tước xứ Sancerre và những người lính đánh thuê Brabançon của ông đã tàn phá Orléans. Philippe đã đánh bại ông ta với sự trợ giúp của Confrères de la Paix.

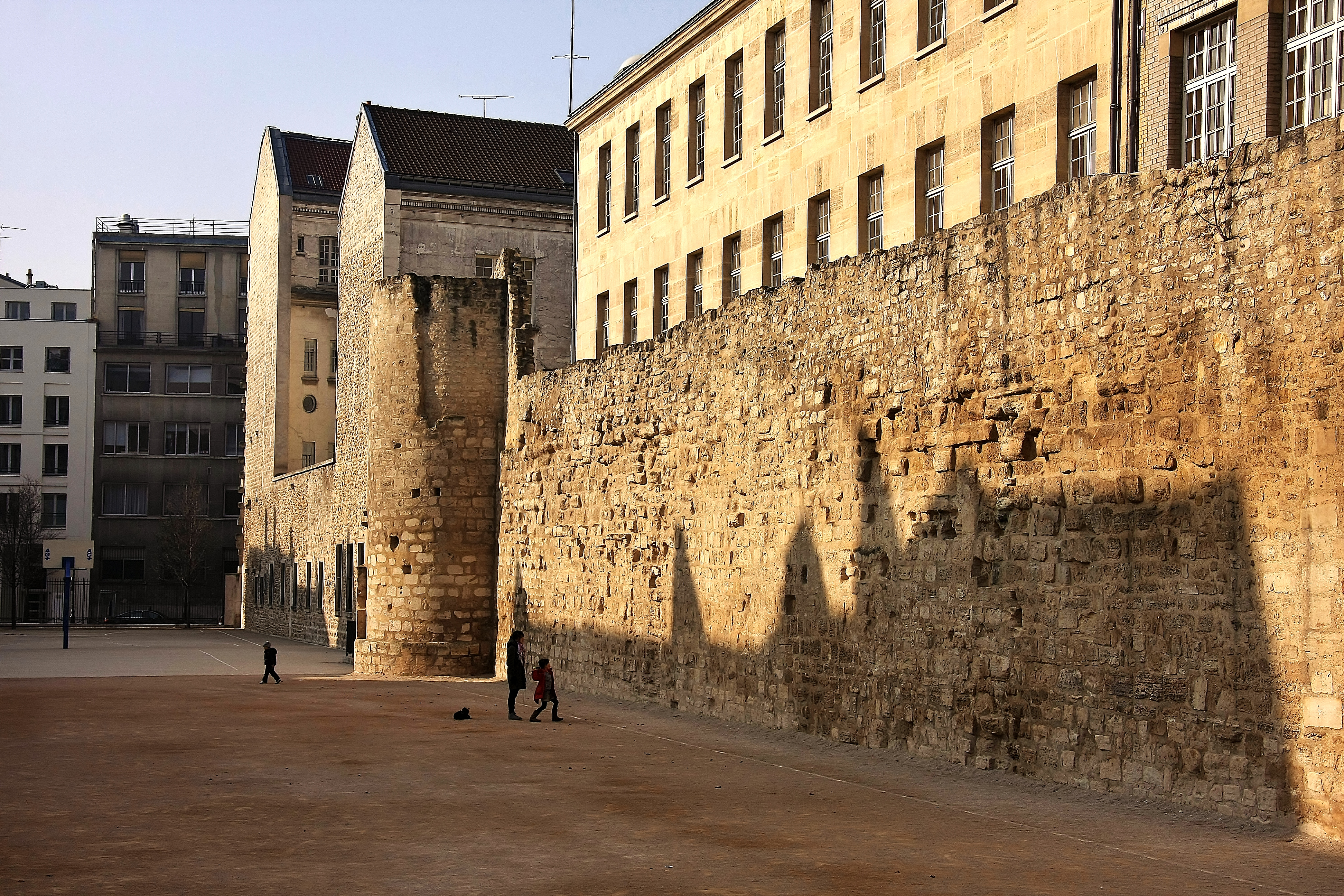
Dấu tích của Bức tường Philip II Augustus được xây dựng xung quanh Paris trước khi ông tham gia các cuộc Thập tự chinh. Vị trí trong hình ở đây được tìm thấy ở đường công viên rue des Jardins-Saint-Paul.

### Chiến tranh với Henry II
Philippe cũng bắt đầu gây chiến với Vua Henry II của Anh, cũng là Bá tước xứ Anjou và Công tước xứ Normandy, Aquitaine ở Pháp. Cái chết của con trai cả của Henry, Henry vị vua trẻ, vào tháng 6 năm 1183, bắt đầu một cuộc tranh chấp về của hồi môn của Marguarite, chị gái góa chồng của Philippe. Philippe nhấn mạnh rằng của hồi môn nên được trả lại cho Pháp vì cuộc hôn nhân không sinh ra bất kỳ hậu duệ nào theo thỏa thuận hứa hôn. Hai vị vua sẽ tổ chức hội nghị dưới chân một cây cầu gần Gisors, vị trí này có thể làm lu mờ lãnh thổ của mỗi quốc vương, nhưng đã vô ích. Philip đã đẩy vụ việc đi xa hơn khi vua Béla III của Hungary yêu cầu người góa phụ kết hôn, và do đó của hồi môn của bà phải được trả lại, cuối cùng Henry đã đồng ý.
Cái chết vào năm 1186 của con trai thứ tư của Henry, Geoffrey II, Công tước xứ Brittany đã bắt đầu một vòng lặp tranh chấp mới khi Henry khăng khăng rằng ông giữ quyền giám hộ của công quốc cho cháu trai chưa sinh của mình là Arthur I, Công tước xứ Brittany. Philippe, với tư cách là lãnh chúa của Henry, lại phản đối, và nói rằng ông ta nên là người giám hộ hợp pháp cho đến khi đứa trẻ được sinh ra. Philippe sau đó đưa ra vấn đề về người chị gái khác của mình, Alys, Nữ bá tước xứ Vexin, và lời hứa hôn chậm trễ của bà với con trai của Henry là Richard I của Anh, có biệt danh là Richard sư tử tâm.
Với những bất bình này, hai năm chiến đấu sau đó (1186–1188), tình hình vẫn không thay đổi. Ban đầu Philippe liên minh với các con trai nhỏ của Henry là Richard sư tử tâm và John Lackland, những người đang nổi dậy chống lại cha của họ. Philippe II cũng đã phát động một cuộc tấn công vào Berry mùa hè năm 1187, nhưng đến tháng 6 thì thực hiện một thỏa thuận đình chiến với Henry, khiến Issoudun rơi vào tay Philippe và cũng mang lại cho ông Fréteval ở Vendômois.Mặc dù thỏa thuận đình chiến kéo dài hai năm, nhưng Philippe đã tạo ra lý do để nối lại các hành động thù địch vào mùa hè năm 1188. Ông đã khéo léo đánh vào sự ghẻ lạnh giữa Henry và Richard, và Richard đã tự nguyện tỏ lòng kính trọng ông tại Bonsmoulins vào tháng 11 năm 1188.
Vào năm 1189, sức khỏe của Henry đã dần xuống dốc. Richard công khai hợp lực với Philip để khiến Henry phải phục tùng. Họ đuổi Henry từ Le Mans đến Saumur, nhưng để mất Tours trong cuộc chiến, trước khi buộc ông ta thừa nhận Richard là người thừa kế của mình. Cuối cùng, theo Hiệp ước Azay-le-Rideau (ngày 4 tháng 7 năm 1189), Henry buộc phải gia hạn sự tôn kính của chính mình, xác nhận việc nhượng Issoudun cho Philip (cùng với Graçay), và từ bỏ yêu sách độc tôn đối với Auvergne.Henry qua đời sau đó hai ngày. Cái chết của ông và tin tức về sự thất thủ của Jerusalem về tay Saladin đã làm chuyển hướng sự chú ý của dân chúng khỏi cuộc chiến tranh Pháp-Anh.
Các vị vua cai quản Angevin của Anh (dòng cai trị bao gồm Henry II), hầu hết đều là là những chư hầu nguy hiểm và mạnh mẽ nhất của Philippe, giống như Công tước xứ Normandy, Aquitaine và Bá tước Anjou. Philippe đã biến nó thành công việc của cuộc đời mình để triệt tiêu quyền lực những người cai trị Angevin ở Pháp.Một trong những phương án hữu hiệu nhất của ông là kết giao với tất cả các con trai của Henry và sử dụng chúng để kích động cuộc nổi dậy chống lại cha của chúng. Ông duy trì tình bạn với Henry vị vua trẻ và Geoffrey II cho đến khi họ qua đời. Đúng như vậy, tại đám tang của Geoffrey, ông đã quá đau buồn đến nỗi bị ngăn cản để không gieo mình xuống mồ. Ông đã cắt đứt tình bạn của mình với các con trai khác của Henry là Richard và John khi mỗi người đều lên ngôi vua Anh.

## Cuộc thập tự chinh thứ ba

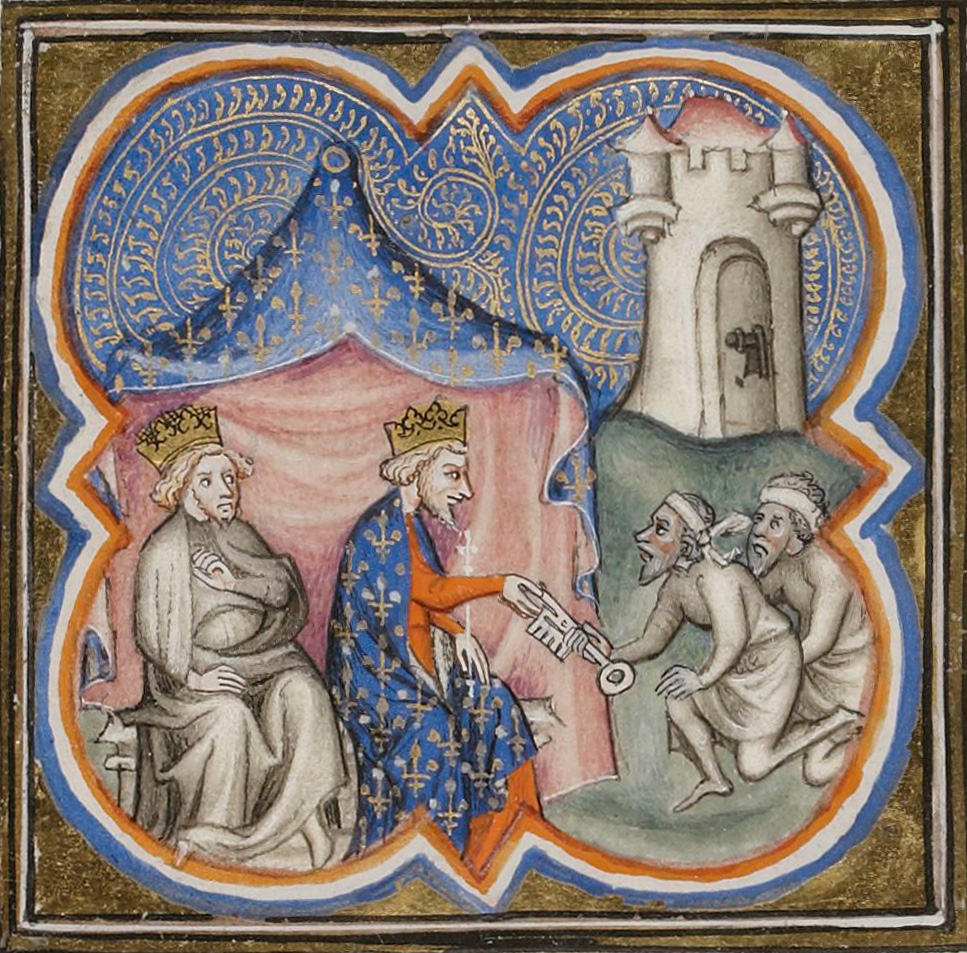
Philip (giữa) và Vua Richard I của Anh nhận chìa khóa của xứ Akko (chiếu sáng trên giấy da, khoảng 1375–1380, từ Grandes Chroniques de France ở Thư viện quốc gia Pháp)

Philip đã đến Vùng đất Thánh để tham gia cuộc Thập tự chinh lần thứ ba năm 1189–1192 cùng với Vua Richard I của Anh và Hoàng đế La Mã Thần thánh Frederick I Barbarossa. Quân đội của ông rời Vézelay vào ngày 4 tháng 7 năm 1190.Lúc đầu, quân viễn chinh Pháp và Anh đi cùng nhau, nhưng 2 quân đội chia rẽ tại Lyon sau khi Richard quyết định đi bằng đường biển từ Marseille, trong khi Philip đi đường bộ qua dãy Alps đến Genoa.Quân đội Pháp và Anh đã tập hợp tại Messina, nơi họ trú đông cùng nhau.Vào ngày 30 tháng 3 năm 1191, người Pháp lên đường đến Đất Thánh và vào ngày 20 tháng 4, Philip đến Acre, nơi đã bị bao vây bởi một đội quân thập tự chinh ít hơn, và ông bắt đầu xây dựng cơ sở vật chất để bao vây trước khi Richard đến vào ngày 8 tháng 6.Vào thời điểm xứ Acre đầu hàng vào ngày 12 tháng 7, Philip bị bệnh kiết lỵ nặng, điều này làm giảm lòng hăng hái của ông.Mối quan hệ của ông với Richard càng thêm căng thẳng sau khi người sau hành động một cách kiêu căng sau khi Acre rơi vào tay quân thập tự chinh.
Quan trọng hơn, cuộc bao vây Acre dẫn đến cái chết của Philip, Bá tước xứ Flanders, chính là người nắm giữ quận Vermandois.Cái chết của ông ta đe dọa trực tiếp đên Hiệp ước Gisor mà Philippe đã đưa ra để cô lập phe Blois-Champagne hùng mạnh. Philippe quyết định quay trở lại Pháp để giải quyết vấn đề kế vị ở Flanders, một quyết định khiến Richard không hài lòng. ''Tuy nhiên, nếu ông ta thấy mình trong tình trạng sức khỏe không tốt, hoặc sợ hãi vì sợ rằng ông sẽ chết ở đây, ông ta sẽ được thực hiện". Vào ngày 31 tháng 7 năm 1191, quân đội Pháp gồm 10.000 người (cùng với 5.000 chỉ bạc để trả cho binh lính) vẫn ở Outremer dưới sự chỉ huy của Công tước Hugh III xứ Burgundy. Philip và người anh họ Peter xứ Courtenay, Bá tước Nevers, lên đường đến Rome, nơi Philippe phản đối Giáo hoàng Celestine III (nhưng vô ích) về cách lạm dụng của Richard, và từ đó trở về Pháp.Quyết định quay trở lại cũng được thúc đẩy bởi Philippe nhận ra rằng việc Richard vận động ở Đất Thánh, các quý tộc nắm giữ tài sản của người Anh ở miền bắc nước Pháp sẽ sẵn sàng tấn công. Sau khi Richard trở về nhà nhưng bị trì hoãn, chiến tranh giữa Anh và Pháp sẽ xảy ra để giành quyền sở hữu các vùng lãnh thổ do Anh kiểm soát.

## Xung đột với Anh, Flanders và Đế chế La Mã Thần thánh

### Xung đột với vua Richard sư tử tâm, 1191–1199
Nguyên nhân ngay lập tức dẫn đến xung đột của Philip với Richard bắt nguồn từ việc Richard quyết định phá vỡ hôn ước của mình với Alys, chị gái của Philip tại Messina vào năm 1191.Một số tài sản hồi môn của Alys đã được trao cho Richard trong lễ đính hôn của họ là một phần lãnh thổ của Vexin. Điều này lẽ ra phải được hoàn lại cho Philip khi kết thúc hôn ước, nhưng để ngăn chặn sự sụp đổ của cuộc Thập tự chinh, Philippe đã đồng ý rằng lãnh thổ này sẽ nằm trong tay Richard và sẽ được thừa kế bởi các hậu duệ nam của ông. Nếu Richard qua đời mà không có người thừa kế, lãnh thổ sẽ trở lại với Philippe, và nếu Philippe chết mà cũng không có người thừa kế, những vùng đất đó sẽ được coi là một phần của Normandy.
Trở về Pháp vào cuối năm 1191, Phillippe bắt đầu âm mưu tìm cách khôi phục những lãnh thổ đó cho mình. Ông đang ở trong một tình huống khó khăn, vì chính ông đã tuyên thệ không tấn công vùng đất của Richard khi Richard đang tham gia cuộc thập tự chinh. Lãnh thổ được phong cho cuộc Thập tự chinh thứ ba nằm dưới sự bảo vệ của Nhà thờ trong mọi trường hợp. Philippe đã không thành công khi yêu cầu Giáo hoàng Celestine III trả tự do cho ông khỏi lời tuyên thệ của mình, vì vậy ông buộc phải tạo lý lẽ của riêng mình.
Vào ngày 20 tháng 1 năm 1192, Philip gặp William FitzRalph, trưởng lão của Richard xứ Normandy. Trình bày một số tài liệu có mục đích là của Richard, Philippe cho rằng vua Anh đã đồng ý tại Messina để giao các vùng đất tranh chấp cho Pháp. Không nghe thấy bất cứ điều gì trực tiếp được hưởng lợi từ chủ quyền của họ, FitzRalph và các nam tước Norman đã bác bỏ yêu sách của Philip đối với Vexin.Philippe vào thời điểm này cũng bắt đầu tung tin đồn về hành động của Richard ở phía đông nhằm làm mất uy tín của nhà vua Anh trong mắt thần dân của ông. Trong số những câu chuyện mà Philip bịa ra bao gồm việc Richard tham gia vào việc phản bội với Saladin, cáo buộc rằng ông ta đã âm mưu gây ra sự sụp đổ của Gaza, Jaffa và Ashkelon, và ông ta đã tham gia vào vụ giết Conrad xứ Montferrat. Cuối cùng, Philippe đã liên lạc được với John, em trai của Richard, người mà Richard thuyết phục tham gia âm mưu lật đổ vị vua hợp pháp của nước Anh.
Vào đầu năm 1193, John đến thăm Philippe ở Paris, nơi ông bày tỏ lòng kính trọng đối với vùng đất lục địa của Richard. Khi Philip nói rằng Richard đã hoàn thành cuộc thập tự chinh và bị bắt trên đường trở về từ Đất Thánh, ông đã nhanh chóng xâm lược Vexin. Mục tiêu đầu tiên của ông là pháo đài Gisors, do Gilbert de Vascoeuil chỉ huy. Pháo đài đã đầu hàng mà không cần chiến tranh.Sau đó Philip thâm nhập sâu vào Normandy, đến tận Dieppe. Để giữ chân John ở bên mình, Philippe đã giao cho ông nhiệm vụ bảo vệ thị trấn Évreux. Trong khi đó, Philippe cùng với Bá tước Baldwin IX xứ Flanders cùng nhau vây hãm Rouen, thủ phủ của Normandy. Ở đây, bước tiến của Philip đã bị chặn lại bởi một hàng phòng thủ do Bá tước xứ Leicester chỉ huy. Không thể xuyên thủng hàng phòng ngự này, Philip đã đi tiếp.
Tại Mantes vào ngày 9 tháng 7 năm 1193, Philippe đã thỏa thuận với các bộ trưởng của Richard, những người đồng ý rằng Philippe có thể giữ lợi ích của mình và sẽ được trao thêm một số lãnh thổ nếu ông ngừng tất cả các hành động gây hấn hơn nữa ở Normandy, cùng với điều kiện rằng Philippe sẽ giao lại chiếm được lãnh thổ nếu Richard bày tỏ lòng kính trọng.Để ngăn Richard làm hỏng kế hoạch của họ, Philippe và John đã cố gắng hối lộ Hoàng đế La Mã Thần thánh Henry VI để giữ nhà vua Anh bị giam cầm thêm một thời gian nữa. Henry từ chối, và Richard được thả ra khỏi nơi giam giữ vào ngày 4 tháng 2 năm 1194. Đến ngày 13 tháng 3, Richard trở về Anh. Đến ngày 12 tháng 5, ông lên đường đến Normandy với khoảng 300 tàu, mong muốn giao chiến với Philip.
Philip đã dành thời gian này để củng cố các quyền lợi lãnh thổ của mình và hiện đã kiểm soát phần lớn Normandy ở phía đông sông Seine, trong khi vẫn ở trong khoảng cách đáng kể của Rouen. Mục tiêu tiếp theo của ông là lâu đài Verneuil,vốn đã chống lại ông trong một cuộc bao vây trước đó. Khi Richard đến Barfleur, ông nhanh chóng tiến về Verneuil. Khi lực lượng của Richard gần đến lâu đài, Philippe đã không thể đột phá, nhưng nay quyết định tấn công trại. Bỏ lại một lực lượng lớn phía sau để truy bắt cuộc bao vây, ông di chuyển về phía Évreux, nơi mà John đã giao cho anh trai của mình để chứng minh lòng trung thành của ông.Philip đã chiếm lại thị trấn và tàn phá nó, nhưng trong thời gian này các lực lượng của ông tại Verneuil đã từ bỏ cuộc bao vây và Richard tiến vào lâu đài mà không bị lật tẩy vào ngày 30 tháng 5. Trong suốt tháng 6, trong khi chiến dịch của Philip tạm dừng ở phía bắc, Richard đang chiếm một số pháo đài quan trọng ở phía nam. Philippe với mong muốn giảm bớt áp lực cho các đồng minh của mình ở phía nam, đã hành quân để đối đầu với lực lượng của Richard tại Vendôme. Từ chối mạo hiểm mọi thứ trong một trận đánh lớn, Philippe rút lui, chỉ để cận vệ của ông bị bắt tại Fréteval vào ngày 3 tháng 7. Trận Fréteval này đã trở thành một cuộc chạm trán chung mà Philip hầu như không thể tránh được việc bị bắt khi quân đội của ông bị đuổi theo.Chạy trốn trở lại Normandy, Philip đã trả thù người Anh bằng cách tấn công lực lượng của John và Bá tước Arundel, chiếm lấy chuyến tàu chở hành lý của họ.Bây giờ cả hai bên đều đã mệt mỏi và khó khăn, họ đồng ý với Thỏa thuận đình chiến tạm thời Tillières.
Chiến tranh liên tục nổ ra trong năm 1195, khi Philip một lần nữa bao vây Verneuil. Richard đến để thảo luận về tình hình trực tiếp. Trong các cuộc đàm phán, Philippe bí mật tiếp tục các hoạt động chống lại Verneuil và khi Richard phát hiện ra, ông ta bỏ đi, thề sẽ trả thù.Philip giờ đây đã tận dụng được lợi thế của mình ở phía đông bắc Normandy, nơi ông có thể dễ dàng tiến hành một cuộc đột kích vào Dieppe, đốt cháy các tàu của Anh trong cảng đồng thời đẩy lùi một cuộc tấn công của Richard. Philippe hiện đã hành quân về phía nam vào vùng Berry. Mục tiêu chính của ông là pháo đài Issoudun, nơi vừa bị chiếm bởi chỉ huy lính đánh thuê của Richard, Mercadier. Nhà vua Pháp đã chiếm thị trấn và đang bao vây lâu đài khi Richard xông qua các phòng tuyến của quân Pháp và tiến vào để củng cố đồn trú, trong khi cùng lúc đó một đội quân khác đang tiếp cận các tuyến tiếp tế của Philippe. Philippe đã ngừng cuộc tấn công của mình và một hiệp định đình chiến khác đã được đồng ý.
Cuộc chiến đang từ từ chống lại Philip trong suốt ba năm sau đó. Các điều kiện chính trị và quân sự được đưa ra có vẻ hứa hẹn vào đầu năm 1196 khi cháu trai của Richard là Arthur I, Công tước xứ Brittany thì cuối cùng rơi vào tay Philip, và ông đã giành chiến thắng trong Cuộc vây hãm Aumale, nhưng vận may của Philippe không kéo dài. Richard đã chiến thắng một đồng minh quan trọng, Baldwin xứ Flanders vào năm 1197.Cùng năm, Hoàng đế La Mã Thần thánh Henry VI qua đời. Người kế nhiệm Henry VI là Otto IV, cháu trai của Richard, lại chính là người đã gây thêm áp lực lên Philippe.Cuối cùng, nhiều lãnh chúa Norman đã đổi phe và quay trở lại trại của Richard. Đây là tình trạng của vấn đề Philip phát động chiến dịch năm 1198 của mình với một cuộc tấn công vào Vexin. Ông bị đẩy lùi và sau đó phải đối phó với cuộc xâm lược của người Flemish vào Artois.
Vào ngày 27 tháng 9, Richard vào Vexin, mang theo lãnh địa Courcelles-sur-Seine và Boury-en-Vexin trước khi quay trở lại Dangu. Philippe tin rằng Courcelles vẫn đang cầm cự và đã giải vây. Nhưng khi phát hiện ra điều gì đang xảy ra, Richard quyết định tấn công lực lượng của nhà vua Pháp, và bất ngờ bắt được Philippe.Lực lượng của Philippe bỏ chạy và cố gắng tiếp cận pháo đài Gisors. Lúc tập hợp lại với nhau, các hiệp sĩ Pháp cùng với vua Philippe đã cố gắng băng qua sông Epte trên một cây cầu nhưng đã nhanh chóng bị sập xuống dưới sức nặng của họ, suýt chút nữa khiến Philip bị chết đuối trong quá trình này. Ông bị kéo lên khỏi sông và bị giam trong Gisors.
Philippe nhanh chóng lên kế hoạch cho một cuộc tấn công mới, mở các cuộc đột kích vào Normandy và một lần nữa nhắm vào Évreux. Richard chống lại sự cố gắng của Philippe bằng một cuộc phản công ở Vexin, trong khi Mercadier dẫn đầu một cuộc đột kích vào Abbeville. Kết quả là vào mùa thu năm 1198, Richard đã lấy lại được gần như tất cả những gì đã mất vào năm 1193.Trong hoàn cảnh tuyệt vọng và nhục ngã, Philip đưa ra một thỏa thuận đình chiến để các cuộc thảo luận có thể bắt đầu hướng tới một nền hòa bình lâu dài hơn, với lời đề nghị rằng ông sẽ trả lại tất cả các lãnh thổ ngoại trừ Gisors.
Vào giữa tháng 1 năm 1199, hai vị vua gặp nhau lần cuối cùng, Richard đứng trên boong thuyền, Philip đứng trên bờ sông Seine.Họ hét to các điều khoản mà không thể đạt được thỏa thuận về các điều khoản của một thỏa thuận đình chiến vĩnh viễn, nhưng họ đã đồng ý hòa giải thêm, dẫn đến một thỏa thuận đình chiến kéo dài 5 năm. Sau đó vào năm 1199, Richard bị giết trong một cuộc bao vây có sự tham gia của một trong những thuộc hạ của chính ông ta.

### Xung đột với vua John, 1200–1206

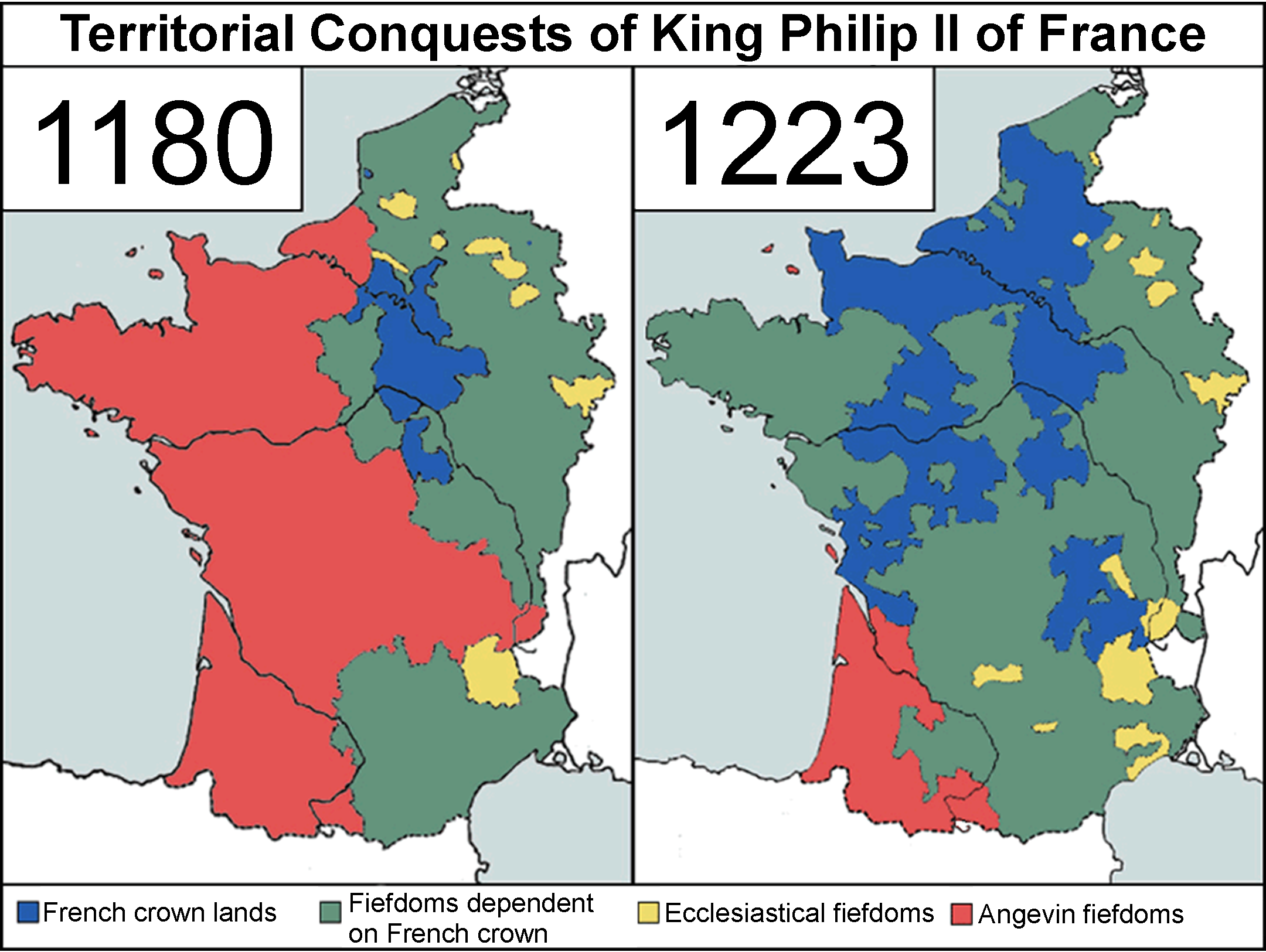
Các cuộc chinh phục lãnh thổ của Philip II

Vào tháng 5 năm 1200, Philip ký Hiệp ước Le Goulet với người kế vị của Richard là John. Hiệp ước có mục đích mang lại hòa bình cho Normandy bằng cách giải quyết vấn đề ranh giới đã giảm đi nhiều của nó. Các điều khoản làm chư hầu của John không chỉ dành cho Normandy, mà còn cho Anjou, Maine và Touraine. John đồng ý với các điều khoản khá nặng nề, bao gồm việc từ bỏ tất cả tài sản của người Anh ở Berry và 20.000 mark bạc, trong khi Philippư đến lượt mình công nhận John là vua của nước Anh, chính thức từ bỏ việc ứng cử của Arthur của Brittany, người mà ông đã ủng hộ cho đến nay, thay vào đó công nhận quyền độc tôn của John qua Công quốc Brittany. Để ký kết hiệp ước, một cuộc hôn nhân giữa Blanca de Castilla, Vương hậu Pháp, cháu gái của John, và Louis, con trai của Philip, đã được ký kết.
Tuy nhiên, thỏa thuận này đã không làm cho chiến tranh kết thúc ở Pháp, vì sự quản lý yếu kém của John đối với Aquitaine đã khiến tỉnh này nổ ra một cuộc nổi loạn vào cuối năm 1200, một sự xáo trộn mà Philippe đã bí mật châm lửa. Để che giấu tham vọng của mình, Philippe đã mời John đến một hội nghị tại Andely và sau đó tiếp đãi ông tại Paris, và cả hai lần John đều cam kết tuân thủ hiệp ước. Năm 1202, những người bảo trợ không hài lòng đã kiến nghị nhà vua Pháp triệu tập John để trả lời các cáo buộc của họ với tư cách là lãnh chúa phong kiến của John ở Pháp. John từ chối xuất hiện, vì vậy Philippe lại tiếp tục tuyên bố Arthur, bá tước Brittany lên ngai vàng nước Anh và hứa hôn với cô con gái 6 tuổi Marie của ông. Trong động tháp đáp trả, John đã vượt qua Normandy. Lực lượng của ông ta nhanh chóng bắt được Arthur, và vào năm 1203, người đàn ông trẻ tuổi biến mất với hầu hết mọi người tin rằng John đã giết anh ta. Sự phản đối kịch liệt đối với số phận của Arthur đã làm gia tăng sự phản đối của người dân địa phương đối với John, người mà Philippe đã sử dụng để làm lợi thế cho mình. Joahn đã tấn công. Ngoài cuộc bao vây kéo dài 5 tháng của Andely, John còn quét sạch tất cả trước Philippe. Sau khi Andely đầu hàng, John trốn sang Anh. Vào cuối năm 1204, hầu hết các vùng đất Normandy và Angevin, bao gồm cả phần lớn Aquitaine, đã rơi vào tay Philippe.
Những gì Philippe đã đạt được thông qua chiến thắng trong chiến tranh, ông đã tìm cách xác nhận bằng các biện pháp pháp lý. Philippe một lần nữa đóng vai trò là lãnh chúa của John trên vùng đất Pháp, và ông đã triệu tập John đến trình diện trước Tòa án Mười hai Đồng đẳng của Pháp để trả lời về vụ giết Arthur xứ Brittany. John yêu cầu hành xử an toàn và chuẩn mực, nhưng Philippe chỉ đồng ý cho phép John đến trong hòa bình, trong khi chỉ cung cấp cho ông ta trở lại nếu điều đó được cho phép sau sự phán xét của các đồng nghiệp của John. Không sẵn sàng mạo hiểm mạng sống của mình cho một sự đảm bảo như vậy, John từ chối xuất hiện, vì vậy Philippe ráo riết tước đoạt người Anh của tất cả các vùng đất. Bị thúc đẩy bởi các nam tước của mình, John cuối cùng đã phát động một cuộc xâm lược miền bắc nước Pháp vào năm 1206. Ông xuất quân cùng quân đội của mình tại La Rochelle trong một lần Philippe vắng mặt, nhưng chiến dịch nhanh chóng trở thành một thảm họa. Sau khi rút lui khỏi một hội nghị mà chính ông ta yêu cầu, John cuối cùng đã mặc cả với Thouars về một thỏa thuận đình chiến hai năm, cái giá mà ông đã đồng ý với các điều khoản chính trong phán quyết của Tòa án Peers, bao gồm cả việc mất quyền gia trưởng của ông.

### Liên minh chống lại Philippe, 1208–1213

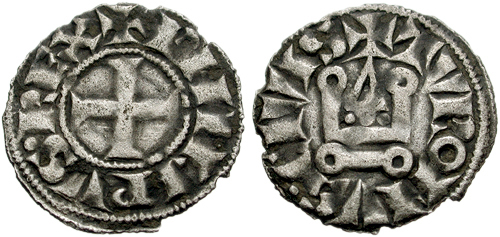
Đồng xu giải đấu Denier của Philippe II

Năm 1208, Philippe xứ Swabia, ứng cử viên thành công để đảm nhận ngai vàng của Đế chế La Mã Thần thánh, đã bị ám sát. Kết quả là vương miện hoàng gia đã được trao cho đối thủ của ông là Otto IV, cháu trai của Vua John. Otto trước khi gia nhập, đã hứa sẽ giúp John khôi phục tài sản bị mất ở Pháp, nhưng hoàn cảnh đã ngăn cản ông ta thực hiện lời hứa của mình. Đến năm 1212, cả John và Otto đều tham gia vào các cuộc tranh giành quyền lực chống lại Giáo hoàng Innocent III: John tham gia về việc ông từ chối chấp nhận đề cử của Giáo hoàng cho tổng giám mục Canterbury, và Otto tham gia về nỗ lực tước quyền của Vua Frederick II của Đức của Vương quốc Sicily. Philippe quyết định tận dụng tình huống này, đầu tiên là ở Đức, nơi ông đã hỗ trợ cuộc nổi dậy của quý tộc Đức để ủng hộ Frederick trẻ tuổi. John ngay lập tức chuyể sức nặng của nước Anh về phía sau Otto, và Philip pegiờ đây đã nhìn thấy cơ hội của mình để khởi động một cuộc xâm lược thành công nước Anh.
Để đảm bảo sự hợp tác của tất cả các chư hầu trong kế hoạch xâm lược của mình, Philippe đã tố cáo John là kẻ thù của Giáo hội, do đó biện minh rằng cuộc tấn công của ông chỉ được thúc đẩy bởi những hành động tôn giáo. Ông triệu tập một hội đồng gồm các nam tước người Pháp tại Soissons và được đông đảo mọi người tham dự, ngoại trừ Bá tước Ferdinand xứ Flanders. Ferdinand từ chối tham dự, vẫn còn tức giận vì mất thị trấn Aire và Saint-Omer đã bị con trai của Philippe, Louis, chiếm giữ. Ferdinand sẽ không tham gia vào bất kỳ chiến dịch nào cho đến khi được khôi phục lại tất cả các vùng đất cổ.
Philippe rất mong muốn chứng minh lòng trung thành của mình với Rome và do đó đảm bảo sự ủng hộ của Giáo hoàng cho cuộc xâm lược đã lên kế hoạch của mình tại Soissons. Ông đã tuyên bố một sự hòa giải với người vợ bị ghẻ lạnh Ingeborg của Đan Mạch, mà các giáo hoàng đã và đang thúc đẩy. Các nam tước hoàn toàn ủng hộ kế hoạch của ông, và họ đều tập hợp lực lượng của mình chuẩn bị tham gia với Philippe tại điểm hẹn đã thống nhất. Thông qua tất cả những điều này, Philippe vẫn liên lạc thường xuyên với Pandulf Verraccio, giáo hoàng đối lập, người đang khuyến khích Philippe theo đuổi mục tiêu của mình. Tuy nhiên, Verraccio cũng tổ chức các cuộc thảo luận bí mật với Vua John. Cố vấn cho nhà vua Anh về tình trạng khó khăn bấp bênh của mình, ông thuyết phục John từ bỏ sự phản đối của mình với việc lên ngôi giáo hoàng và đồng ý chấp nhận quyết định của giáo hoàng trong bất kỳ tranh chấp giáo hội nào là cuối cùng. Đổi lại, giáo hoàng đồng ý chấp nhận Vương quốc Anh và Lãnh địa Ireland là các thái ấp của giáo hoàng, mà John sẽ cai trị với tư cách là chư hầu của giáo hoàng, và John sẽ tỏ lòng tôn kính đối với giáo hoàng.
Ngay sau khi hiệp ước giữa John và giáo hoàng đối lập được phê chuẩn vào tháng 5 năm 1213, Verraccio đã tuyên bố với Philippe rằng ông sẽ phải từ bỏ cuộc hành quân của mình chống lại John, vì tấn công một thuộc hạ trung thành của Tòa thánh sẽ là một tội trọng. Philippe lập luận một cách vô ích rằng các kế hoạch của ông đã được vạch ra với sự đồng ý của Rôma, rằng cuộc hàn quân của ông là ủng hộ quyền lực của Giáo hoàng mà ông chỉ tiến hành khi biết rằng ông sẽ đạt được sự thông cảm của toàn thể; ông đã dành cả một gia tài để chuẩn bị cho chuyến thám hiểm. Giáo hoàng chính vẫn im lặng, nhưng Verraccio đã đề xuất một phương án thay thế. Bá tước xứ Flanders đã từ chối quyền tuyên chiến với nước Anh của Philippe trong khi Vua John vẫn bị vạ tuyệt thông, và sự bất tuân của ông cần phải bị trừng phạt. Philippe hăng hái chấp nhận lời khuyên, và nhanh chóng hành quân theo đầu đoàn quân của mình vào lãnh thổ của Flanders.

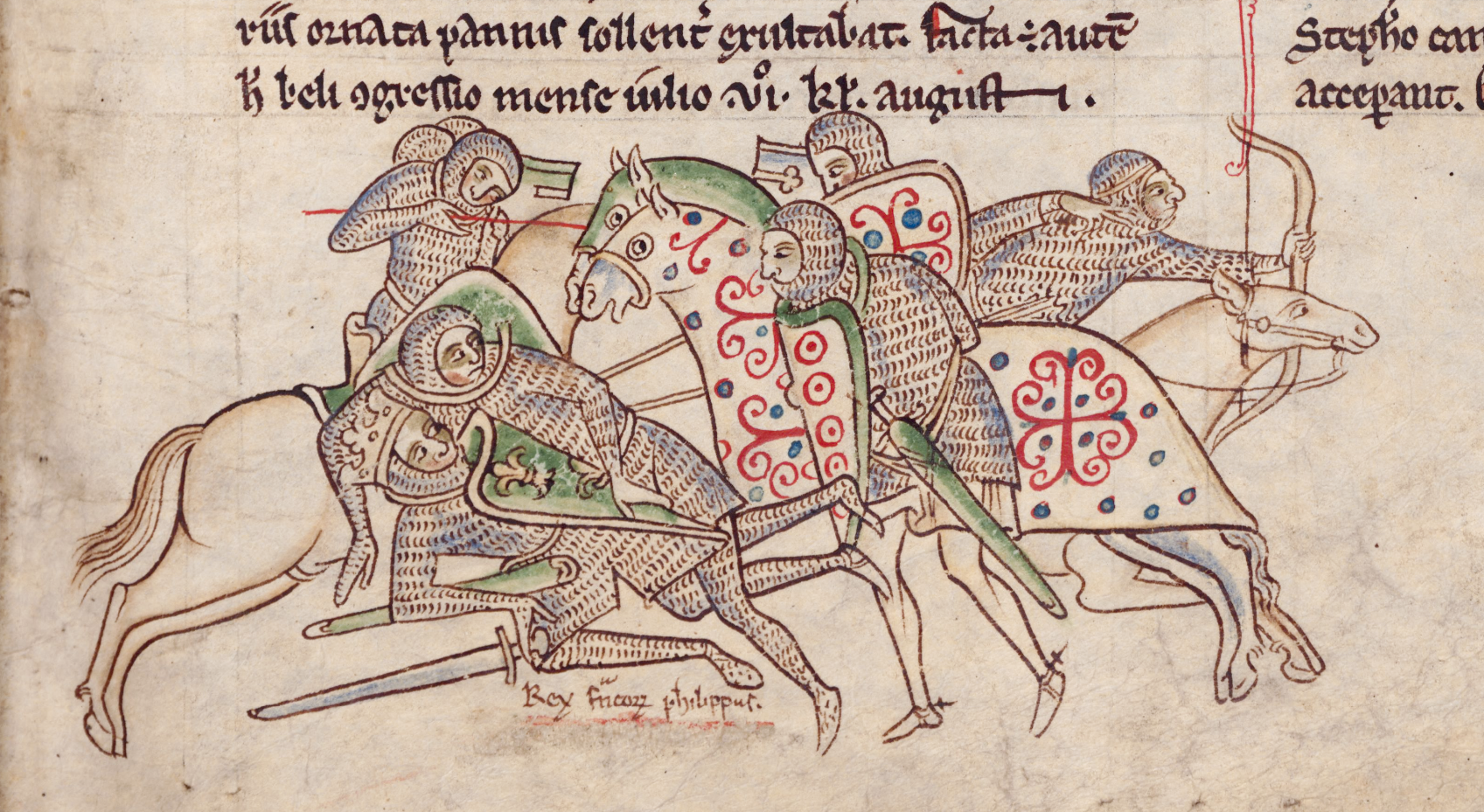
Philip II mở màn trong Trận chiến Bouvines (từ Chronica Majora, khoảng 1250 bởi Matthew Paris)

### Trận Bouvines, 1214
Hạm đội Pháp trước tiên tiến đến Gravelines và sau đó đến cảng Damme. Trong khi đó, đội quân do Cassel, Ypres và Bruges hành quân trước khi vây hãm Ghent. Cuộc bao vây khó có thể bắt đầu khi Philippe biết rằng hạm đội Anh đã bắt được một số tàu của ông tại Damme và những chiếc còn lại đã bị phong tỏa chặt chẽ trong bến cảng của nó đến nỗi họ không thể trốn thoát. Ông ra lệnh đốt cháy hạm đội để tránh rơi vào tay kẻ thù.
Việc hạm đội Pháp bị tiêu diệt một lần nữa làm John thêm hy vọng, vì vậy John bắt đầu chuẩn bị cho một cuộc xâm lược nước Pháp và tái chiếm các tỉnh đã đánh mất của mình. Các nam tước người Anh ban đầu không hào hứng với cuộc hành quân, điều này đã làm trì hoãn việc khởi hành của ông, vì vậy phải đến tháng 2 năm 1214, ông mới xuống tàu tại La Rochelle. John sẽ tiến lên từ Loire, trong khi đồng minh của ông là Otto IV thực hiện một cuộc tấn công đồng thời từ Flanders, cùng với Bá tước Flanders. Rất tiếc cả 3 đội quân đã không phối hợp các nỗ lực của họ một cách hiệu quả. Cho đến khi John thất vọng về một chiến thắng dễ dàng sau khi bị đánh đuổi khỏi Roche-au-Moine và rút lui về phương tiện vận tải của mình thì Quân đội Đế quốc, với Otto đứng đầu mới tập hợp lại ở các nước vùng thấp.

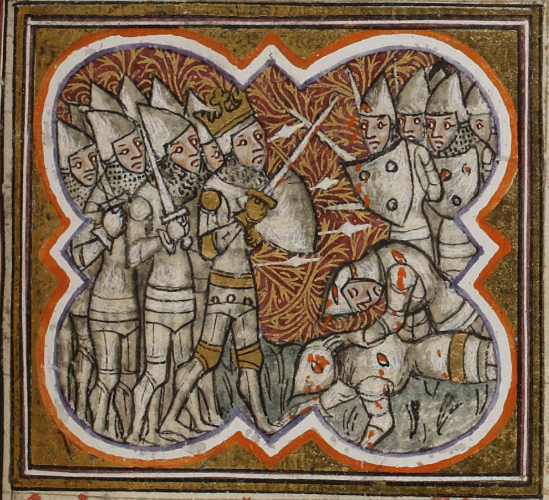
Chiến thắng của Philip II tại Bouvines(từ Grandes Chroniques de France, khoảng 1350–1375)

Vào ngày 27 tháng 7 năm 1214, các đội quân chống đối đột nhiên phát hiện ra rằng họ đang ở gần nhau trên bờ của một nhánh nhỏ của Sông Lys, gần cây cầu ở Bouvines. Đó là một ngày Chủ nhật, Philippe không mong đợi quân đội đồng minh sẽ tấn công, vì việc chiến đấu vào ngày Sa-bát bị coi là điều xấu xa.Quân đội của Philip lên tới khoảng 7.000 người, trong khi lực lượng đồng minh sở hữu khoảng 9.000 quân.Các đội quân xung đột tại trận chiến được gọi là Trận Bouvines. Philippe đã bị các chiến sĩ cầm mâu người Flemish làm mất tích trong tình hình rối ren của trận chiến, và nếu không có bộ giáp thư, ông có lẽ đã bị giết.Khi Otto bị con ngựa thương khiêng ra khỏi chiến trường một cách kinh hoàng, Bá tước Flanders cũng bị thương nặng và bị bắt làm tù binh, quân đội Flemish và Hoàng gia thấy rằng trận chiến này đã cầm chắc phần thua, họ liền quay đầu và bỏ chạy khỏi chiến trường.Người Pháp đã không đuổi theo.
Philip hân hoan trở về Paris, diễu hành những tù nhân bị giam cầm đằng sau ông trong một đám rước dài, khi những thần dân biết ơn của ông bước ra để chào đón vị vua chiến thắng. Sau trận chiến, Otto rút lui về lâu đài Harzburg của mình và nhanh chóng bị lật đổ chức Hoàng đế La Mã Thần thánh, và được thay thế bởi Frederick II. Bá tước xứ Ferdinand vẫn bị cầm tù sau khi thất bại, trong khi nỗ lực của Vua John để xây dựng lại Đế chế Angevin kết thúc trong thất bại hoàn toàn.
Chiến thắng quyết định của Philip rất quan trọng trong việc định hình nền chính trị Tây Âu ở cả Anh và Pháp.Tại Anh, John bị đánh bại và suy yếu đến mức ông sớm phải phục tùng các yêu cầu của nam tước của mình và ký hiệp ước Magna Carta, điều này hạn chế quyền lực của vương miện và thiết lập cơ sở cho luật chung. Ở Pháp, trận chiến như một công cụ để hình thành chế độ quân chủ trung ương mạnh mẽ, đặc trưng cho sự cai trị của nó cho đến cuộc Cách mạng Pháp đầu tiên.

## Vấn đề hôn nhân
Sau khi Isabella xứ Hainaut sớm qua đời sau khi sinh con vào năm 1190, Philippe quyết định kết hôn lần nữa. Vào ngày 15 tháng 8 năm 1193, ông kết hôn với Ingeborg, con gái của Vua Valdemar I của Đan Mạch, nhận 10.000 dấu bạc làm của hồi môn.Philippe gặp bà tại Amiens vào ngày 14 tháng 8 năm 1193 và họ đã kết hôn cùng ngày đó.Tại lễ Đức Mẹ đồng trinh, Đức Tổng Giám mục Guillaume của Reims đã trao vương miện cho cả Philippe và Ingeborg.Trong buổi lễ, Philippe xanh xao, hồi hộp và không thể đợi buổi lễ kết thúc.Sau buổi lễ, ông đã đưa Ingeborg đến tu viện Saint-Maur-des-Fosses.Sau đó, ông yêu cầu Giáo hoàng Celestine III ly dị với lý do không viên mãn. Tuy nhiên, Philippe đã không nghĩ đến Ingeborg. Bà khẳng định rằng cuộc hôn nhân rất viên mãn vì bà là vợ của Philippe và là vương hậu hợp pháp của nước Pháp. Thánh Công giáo Pháp-Đan Mạch William xứ Æbelholt đã can thiệp vào bên Ingeborg, lập gia phả của các vị vua Đan Mạch để bác bỏ cáo buộc cản trở sự liên đới.
Trong khi chờ đợi, Philip đã tìm kiếm một cô dâu mới. Thỏa thuận ban đầu đã đạt được để ông kết hôn với Margaret, con gái của Bá tước William I xứ Geneva, nhưng cuộc hành trình của cô dâu trẻ đến Paris đã bị gián đoạn bởi Thomas, Bá tước xứ Savoy, người đã bắt cóc người vợ mới dự định của Philippe và cưới bà ngay lập tức, và còn tuyên bố rằng Philippe đã bị ràng buộc trong hôn nhân. Philippe cuối cùng đã có được cuộc hôn nhân thứ ba vào tháng 6 năm 1196, khi ông kết hôn với Agnes xứ Merania từ Dalmatia.Con cái của họ gồm có Marie và Philip, Bá tước xứ Clermont.
Giáo hoàng Innocent III tuyên bố cuộc hôn nhân của Philippe với Agnes xứ Merania là không có hiệu lực, vì ông vẫn kết hôn với Ingeborg.Giáo hoàng ra lệnh cho nhà vua tách khỏi Agnes, và khi ông không thực hiện, giáo hoàng đã đặt nước Pháp dưới một sắc lệnh vào năm 1199. Điều này tiếp tục cho đến ngày 7 tháng 9 năm 1200.Do áp lực từ giáo hoàng, sức ép anh trai của Ingeborg là Vua Valdemar II của Đan Mạch và cuối cùng là cái chết của Agnes vào năm 1201, Cuối cùng Philippe đã lấy Ingeborg về làm vợ, nhưng phải đến năm 1213, bà mới được triều đình công nhận là vương hậu.

## Miêu tả hình dáng và tính cách
Mô tả duy nhất được biết đến về Philip mô tả ông là "một gã đẹp trai, hay quấn quít, đầu hói nhưng có khuôn mặt vui vẻ, nước da hồng hào và tính khí thiên về sống tốt, rượu chè và phụ nữ. Ông ta hào phóng với bạn bè, keo kiệt đối với những người không hài lòng với ông ta, thông thạo nghệ thuật mưu kế, chính thống trong niềm tin, thận trọng và ngoan cố trong các quyết định của mình. Ông ta đưa ra những phán đoán với thời gian nhanh và thái độ rất cứng rắn với những người đàn ông quyền lực chống lại mình, và thích gây bất hòa giữa họ. Tuy nhiên, chưa bao giờ, ông ta khiến kẻ thù phải chết trong tù. Ông thích tuyển dụng những người đàn ông khiêm tốn, làm khuất phục những kẻ kiêu ngao, nhưng cũng là người bảo vệ Giáo hội, và người nuôi sống người nghèo."

## Hậu duệ
- Với Isabelle xứ Hainault:[54]
  - Louis VIII (5 tháng 9 năm 1187 - 8 tháng 11 năm 1226),[55] vua của Pháp từ1223–1226, kết hôn với Blanca de Castilla, Vương hậu Pháp và có hậu duệ.
  - Robert (sinh và mất 14 tháng 3 năm 1190)
  - Philip (14 tháng 3 1190 – 17 tháng 3 1190)
- Với Agnes xứ Merania:
  - Marie (1198 – 15 tháng 8 năm 1238); kết hôn lần đầu với Philip I xứ Namur.[56] Kết hôn lần hai với Henry I, Công tước xứ Brabant,[57] có hậu duệ.
  - Philip (tháng 7 năm 1200 – 14 hoặc 18 tháng 1 năm 1234), Bá tước xứ Boulogne bởi hôn nhân; kết hôn với Matilda II, Nữ bá tước xứ Boulogne[58] và có hậu duệ.
- Với một người phụ nữ ở Arras:[52]
  - Pierre Charlot, giám mục xứ Noyon.[59]

## Những năm cuối đời

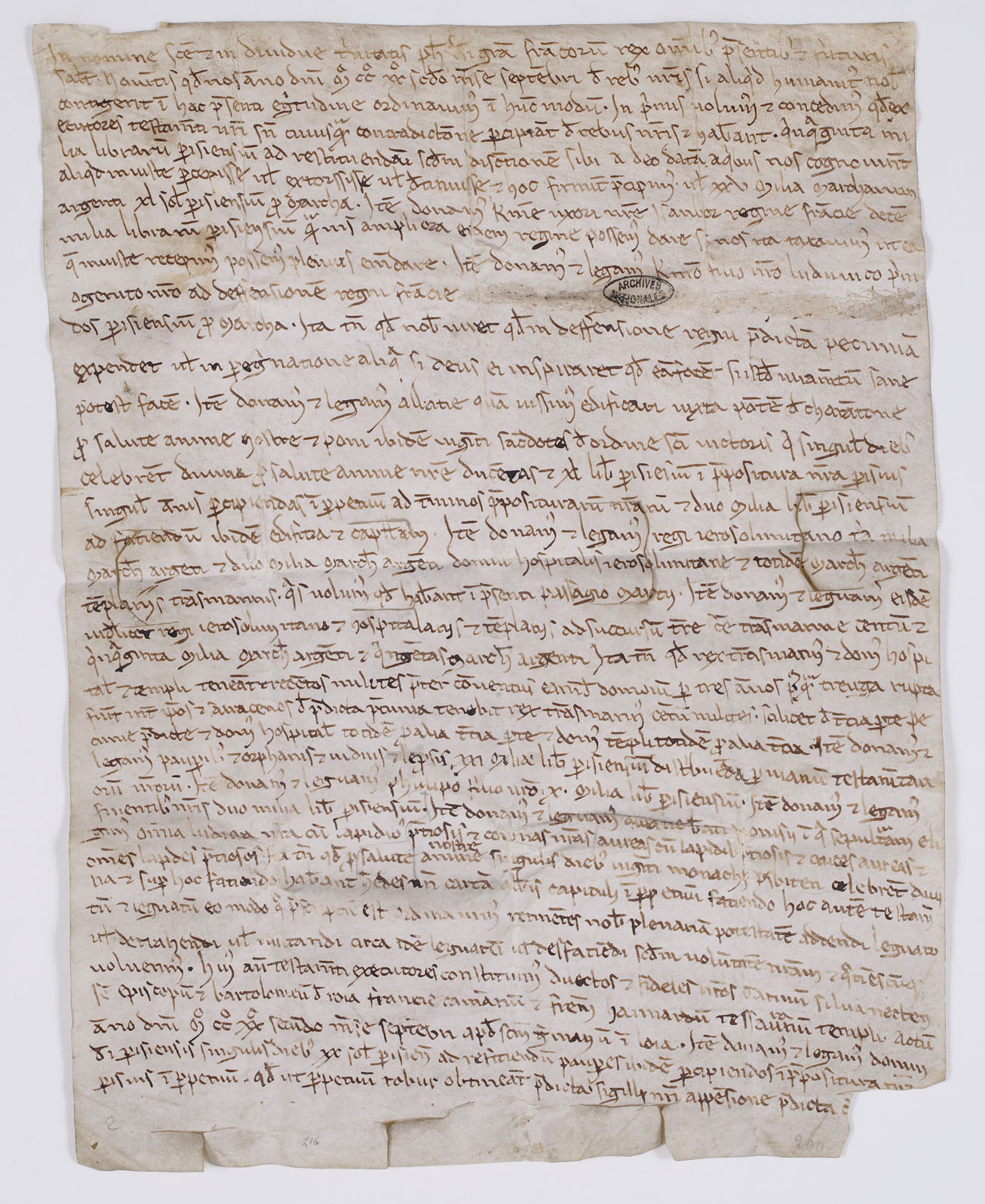
Di chúc của Philippe II, tháng 9 năm 1222

Khi Giáo hoàng Innocent III kêu gọi một cuộc thập tự chinh chống lại "Albigensians," hay Cathars, ở Languedoc vào năm 1208, Philippe đã không làm gì để hỗ trợ, mặc dù ông đã không ngăn cản các quý tộc của mình tham gia.Cuộc chiến chống lại người Cathars đã không kết thúc cho đến năm 1244, khi những thành trì cuối cùng của họ cuối cùng cũng bị đánh chiếm. Thành quả của chiến thắng, sự phục tùng vương miện của miền Nam nước Pháp, đã được gặt hái bởi con trai của Philip là Louis VIII và cháu trai Louis IX.Từ năm 1216 đến năm 1222, Philippe cũng làm người phân xử trong cuộc Chiến tranh Kế vị Champagne và cuối cùng đã giúp các nỗ lực quân sự của Công tước Odo III xứ Burgundy và Hoàng đế La Mã Thần thánh Frederick II kết thúc cuộc chiến.
Philippe II đã đóng một vai trò quan trọng trong một trong những thế kỷ đổi mới lớn nhất trong xây dựng và giáo dục ở Pháp. Với Paris là thủ đô của mình, ông đã cho xây những con đường chính, xây dựng một chợ đầu mối trung tâm Les Halles,tiếp tục việc xây dựng bắt đầu vào năm 1163 của Nhà thờ Đức Bà Paris, xây dựng đài hậu thân đầu tiên của Louvre như một pháo đài, và trao hiến chương cho Đại học Paris vào năm 1200.Dưới sự hướng dẫn của ông, Paris trở thành thành phố giáo dục đầu tiên mà thế giới thời trung cổ biết đến. Năm 1224, nhà thơ Pháp Henry d'Andeli đã viết về cuộc thi nếm rượu tuyệt vời mà Philippe II đã tiến hành, còn được gọi là Trận chiến của rượu.
Philip II lâm bệnh vào tháng 9 năm 1222 và có một di chúc được lập, nhưng ông vẫn tiếp tục hành trình của mình. Thời tiết nóng bức vào mùa hè năm sau khiến cơn sốt của ông trở nên trầm trọng hơn, nhưng cơn sốt thuyên giảm nhanh chóng đã thúc đẩy ông đến Paris vào ngày 13 tháng 7 năm 1223, theo lời khuyên của bác sĩ. Ông qua đời trên đường đi vào ngày hôm sau ở Mantes-la-Jolie, hưởng thọ 58 tuổi. Thi thể của ông được đưa đến Paris trong một chiếc quan tài ngựa kéo.